# Замбийская митрополия
Замби́йская митропо́лия (греч. Ιερά Μητρόπολη Ζάμπιας) — епархия Александрийской православной церкви на территории Замбии с кафедрой в городе Лусака.

## История
22 февраля 2001 года патриаршим и синодальным указом Александрийской православной церкви была учреждена Замбийская епископия с кафедрой в Лусаке. Первоначально епархия распространялась только на территорию Замбии.
6 октября 2009 года епархия была возведена в ранг митрополии.
В октябре 2010 года в пределы Замбийской кафедры вошло Малави, выделенное из состава Зимбабвийской митрополии, в связи с чем митрополия стала именоваться Замбийской и Малавийской.
26 ноября 2018 года решением Священного Синода Александрийской православной церкви территория Малави отошла к отдельной Малавийской епархии.
15 февраля 2024 года к территории митрополии была присоединена упразднённая Мозамбикская епархия.

## Архиереи
- Петр (Каратрупкос) (25 февраля 2001 — 14 марта 2003)
- Иоаким (Кондовас) (23 марта 2003 — 15 сентября 2015)
- Иоанн (Цафтаридис) (с 24 ноября 2015)